# Johann Gruber
Johann Gruber, né le 20 octobre 1889 et mort le 7 avril 1944 au camp de concentration de Gusen, dit aussi Papa Gruber, est un prêtre autrichien, résistant au nazisme.
Emprisonné d'abord à Dachau, il est envoyé à Gusen en 1940. Pour améliorer la condition des autres détenus, il leur fournit nourriture et assistance. Il transmet également à l'extérieur des informations sur le camp. Dénoncé en avril 1944, il est torturé puis exécuté par le commandant du camp, le Hauptsturmführer SS Fritz Seidler (de).
Le verdict du tribunal nazi qui a envoyé Johann Gruber en détention est annulé le 29 janvier 1999 par le Tribunal régional de Linz.